# Castañares de Rioja
Castañares de Rioja ist ein Ort und eine Gemeinde (municipio) im äußersten Westen der spanischen Region La Rioja mit 404 Einwohnern (Stand: 2024).

## Lage
Castañares de Rioja liegt etwa 48 Fahrtkilometer westlich von Logroño in einer Höhe von etwa 545 m am Fluss Oja. 

## Bevölkerungsentwicklung
| Jahr      | 1960 | 1970 | 1981 | 1991 | 2001 | 2011 | 2021 |
| Einwohner | 1157 | 771  | 559  | 535  | 460  | 486  | 407  |

In der 2. Hälfte des 19. und der ersten Hälfte des 20. Jahrhunderts hatte der Ort stets zwischen 550 und 700 Einwohner. Infolge der Mechanisierung der Landwirtschaft und des daraus resultierenden geringeren Arbeitskräftebedarfs ist die Zahl der Einwohner seit der Mitte des 20. Jahrhunderts deutlich zurückgegangen.

## Wirtschaft
An erster Stelle im Wirtschaftsleben der Gemeinde steht traditionell die Landwirtschaft und hier vor allem der Weinbau. Tormantos gehört zum Anbaugebiet der Rioja Alta. Daneben werden auch Weizen, Gerste, Kartoffeln sowie verschiedene Gemüsepflanzen kultiviert.

## Sehenswürdigkeiten

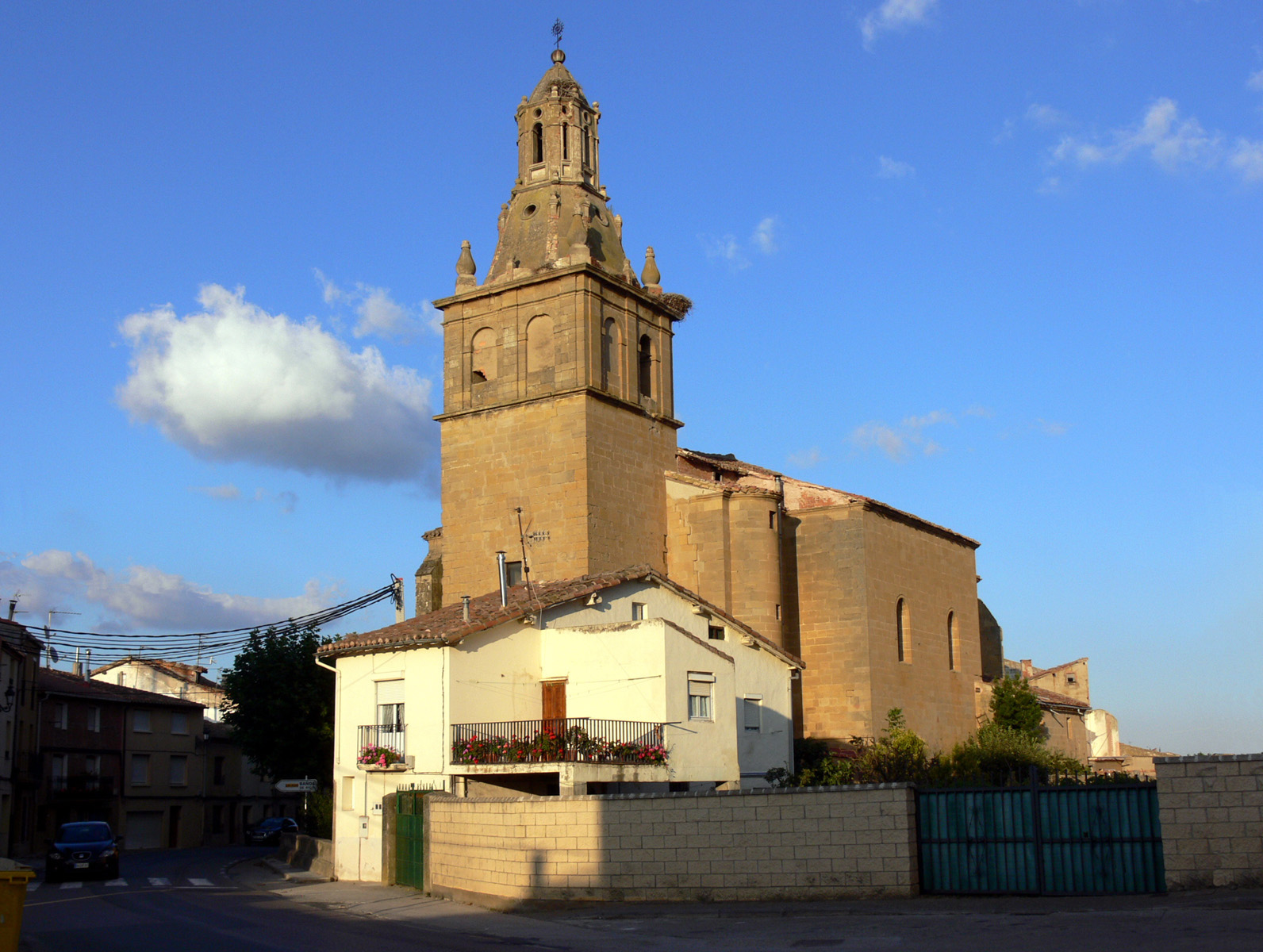
Kirche Mariä Geburt
- Michaeliskapelle

- Kirche Mariä Geburt